# Bulqizë
Bulqizë er en by i det østlige Albanien med ca. 8.177 (2011) indbyggere. Byen er mineby og ligger langs hovedvejen SH 6 ikke langt fra grænsen til Nordmakedonien ved grænsebyen Debar.
Byen er hovedstad i Bulqizë distriktet, som igen er en del af  præfekturet Dibër